# بحران باصيعري (حورة)
'

تعديل مصدري - تعديل

بحران باصيعري هي إحدى قرى عزلة حوره بمديرية حورة التابعة لمحافظة حضرموت، بلغ تعداد سكانها 29 نسمة حسب تعداد اليمن لعام 2004.